# آوده-تونگه
آوده-تونگه (به هلندی: Oude-Tonge) یک منطقهٔ مسکونی در هلند است که در خوری-افرفلاکی واقع شده‌است. آوده-تونگه ۵٬۵۰۰ نفر جمعیت دارد.